# Blackfoot
Crne Stope (Blackfoot; pl. Blackfeet; Siksika) su konfederacija Algonquianskih plemena u 19. stoljeću nastanjenih između North Saskatchewana u Kanadi i Missourija u Montani. Sami sebe nazivaju Siksika (Crna Stopa).  Plemena su danas nastanjena na rezervatu Blackfoot u Sjedinjenim Državama i rezervama /reserve/ Blackfoot, Blood i Piegan u Kanadi (Alberta).  Godine 1780., po Mooneyevoj procjeni moglo ih je biti oko 15,000.  Savez je obuhvaćao plemena Kainah (Blood), Siksika ili Sihasapa i Piegan ili Peigan.

## Ime
Blackfoot Indijanci, kod nas često pogrešno nazivani Crne Noge, što je posljedica lošeg prijevoda, sami sebe nazivaju Siksika, ali i to je vjerojatnije prijevod imena Si-ha'-sa-pa, koji su im dali Yankton Sioux Indijanci. Naziv je dan zbog crne boje njihovih mokasina kakve su, barem prema imenu, nekada nosili. Sami sebe oni su nekada nazivali i Ah-hi'-ta-pe u značenju 'blood people', ovaj naziv danas nosi pleme Kainah ili Blood, a dan im je zbog crvene boje koju su ovi Indijanci u visini ustiju bojali od uha do uha. Crna boja koja se odnosi na njihovu obuću najčešća je. Tako su ih Indijanmci Hidatsa nazivali I tsi sí pi sa (black feet), a i Crow naziv Ish-te-pit'-e ima zasigurno isto značenje. Kod Flatheada ime Skuäísheni isto označava 'crne stope', Stxuaíxn kod Okanagan Indijanaca znači 'black' a Tońkońko, kod Kiowa označava 'black legs', ovaj naziv sigurno nije hrvatski prijevod imena jer je nepoznat u Hrvatskoj, pogotovo po šund-literaturi. Indijanci Kalispel zvali su ih S'chkoé, ili S'chkoeishin (nastalo od koŕi) ima značenje 'crnog'. Kod Arapaho Indijanaca, njihovih srodnika postojao je naziv Ka-wi-'na-han koji označava 'black people'. Svi ovi nazivi porijeklom su od plemena koja su bila u kontaktu s Crnim Stopama i označavaju ih kao narod koji je nosio crne mokasine. Crne Stope su bili snažno i borbeno pleme pa su im dana i imena koja su sukladno kontaktu. Kod Cree Indijanaca označavani su imenom "stranger" ili  "enemy" (odnosno Ayatchiyiniw), stranac kod ovih ljudi uvijek je potencijalna opasnost. Ovi Indijanci bili su lutalice i uvijek u potrazi za nečim, da bi se došlo do 'nečega' u većini slučajeva treba posegnuti za oružjem.  Tako na primjer, Kootenay Indijanci kada su počeli loviti bizone, dolazili su na preriju koju su Blackfooti smatrali svojim lovištem i branili su ga od pridošlica. Kootenayi su ih prozvali tada imenom Saha'ntla, ili 'zli ljudi' (bad people). Kao jedno od najvećih plemena s prerije, dobivali su nazive i od drugih bližih i daljnjih susjeda, tako imamo nazive Choch-Katit (Arikara), Katce (Sarsi), Pah-kee (Shoshoni), Sicä'bę  (Kansa), Carmeneh (Crow), Mkatewetitéta (Shawnee), Wateni'hte (još jedan Arapaho naziv), Tuhu'vti-ómokat (Comanche), Makadewana-ssidok (Chippewa), Mämakatä'wana-si'tä'-ak (Indijanci Fox).

## Život i običaji
Zajednica Blackfoota sastojala se od tri glavna plemena: Siksika ili Northern Blackfoot, Piegan i Kainah ili Blood. Sva tri plemena govore jezicima koji pripadaju porodici Algonquian među kojima su piegan i blood najsrodniji. Mooney ovu zajednicu naziva konfederacijom, to jest labavim savezom samostalnim plemena koja su se udružila uglavnom zbog osvajanja i obrane teritorija. U slučaju kod Blackfoota plemena su se okupljala najviše zbog ceremonijalnih razloga. Njihova kultura je tipično prerijska. Oni su lovci na velike sisavce, prvenstveno bizona, nadalje na jelene, pa tek onda na manju divljač, za koje su koristili zamke. Ribu su Blackfooti jeli tek u krajnjoj nuždi, osobito nakon istrebljenja bizona. 
Tokom ljeta oni žive po velikim logorima. Onda love bizone i zauzeti su svojim ceremonijama, kao što je 'Ples sunca' (Sun Dance). Zimi se ovi veliki logori razbijaju na manje bande koje se sastoje od 10 do 20 šatora ,kako bi se lakše prehranili. Blackfooti su prakticirali poliginiju, a po Hanksu i Richardsonu (1945.) oni su multilinearni i multilokalni. Svako pleme ima vrhovnog poglavicu a i lokalne grupe imaju svoje vođe. Dužnost poglavice je da sazove vijeće kako bi se diskutiralo o stvarima važnim za cijelu zajednicu. Kod bandi 'headman' ima utjecaja tek onoliko koliko je i uspješan za svoju lokalnu grupu, u suprotnom ga napuštaju i odlaze od njega. Kao i kod drugih prerijskih plemena i Blackfooti su imali 'muške dobne razrede' (društva; Ikunuhkahtsi ili All Comrades, Svi prijatelji), kod kojih je princ Maximilian 1833., izbrojio sedam. Na prvom mjestu od jedan do sedam bilo je društvo 'mosquito' (vrsta komarca) i 'bull' na sedmom mjestu. Svako društvo imalo je svoje pjesme, plesove i insignije, a bili su i zaduženi za održavanje reda u logoru. 
Religiozni život Crnih Stopa usredotočen je oko 'Svežnja medicine' (Medicine Bundle), ono je individualno vlasništvo. Mladi dječak odlazi na osamu gdje mora izazvati vizije i suprotstaviti se natprirodnim silama. Individualni 'Medicine bundes' izazivaju kod njih veliko poštovanje. Kod 3 Blackfoot plemena postoji više od 50 ovakvih zavežljaja a najvažniji su 'beaver bundles’, ‘medicine pipe bundles’, i ‘ Sun Dance bundle’.
Sun Dance je najvažnija svečanost Crnih Stopa, prihvatili su ga negdje u ranom 19. stoljeću a održava se jednom godišnje, i to ljeti.

## Kratka povijest
Konfederacija Blackfoot naseljena na sjevernim prerijama prema Mooneyu, imala je 1780. godine populaciju od 15,000 duša. Oni su bili u ratu sa svim okolnim plemenima osim Sarsee i Atsina Indijancima. Bili su i u prijateljstvu s Englezima iz poznate postaje Hudson Bay od kojih su dobivali oružje (puške) i streljivo. Dobivši oružje i konje oni postaju nezgodan susjed ostalim plemenima. Prema Mackenziu (1801.) Crne Stope su 1790. godine imali oko 2,500 ratnika. Broj su im im dosta smanjile epidemije boginja koje su ih pogodile nekoliko puta. Konfederacija Blackfoot naseljena na sjevernim prerijama prema Mooneyu, imala je 1780. godine populaciju od 15,000 duša. Oni su bili u ratu sa svim okolnim plemenima osim sa Sarsi i Atsina Indijancima. Bili su i u prijateljstvu s Englezima iz poznate postaje Hudson Bay od kojih su dobivali oružje (puške) i streljivo. Dobivši oružje i konje oni postaju nezgodan susjed ostalim plemenima. Prema Mackenziu (1801.) 
Crne Stope su 1790. godine imali oko 2,500 ratnika. Broj su im dosta smanjile epidemije boginja koje su ih pogodile nekoliko puta 1800-tih godina, kada su im bili prodani zaraženi pokrivači. 1870. godine američka vojska u potrazi je za ratobornom grupom Crnih Stopa koje je vodio poglavica Mountain Chief. Umjesto ove ratoborne skupine vojska se okomila na miroljubivu grupu Piegan Indijanaca koje je vodio Heavy Runner. Došlo je do masakra u kojemu je prvo ubijen Heavy Runner hicem koji je u njega ispalio izvjesni skaut pod imenom Joe Cobell, većina pobijenih bili su žene, starci i djeca. Mountain Chief kasnije je sa svojom bandom preselio u susjednu Kanadu. Kasnijih godina (1900) istrjebljeni su bizoni na prerija i Indijanci počinju skapavati od gladi nakon čega su natjerani na sjedilački život u rezervatima. Preostalo ih je tek oko 5,000. Danas Crne Stope broje oko 25,000 duša. Na rezervatu Blackfeet u Montani danas žive uglavnom Piegani. Na rezervatima Piegan, Blood i Blackfeet u Alberti nastanjena su istoimena plemena.

## Poznate osobe
Popis osoba koje su pripadnici Crnih Stopa, ili su imali pretke iz plemena Crnih Stopa.
- Leon Goodstriker, glumac
- Misty Upham, glumica
- Nick Ramus, glumac
- Steve Reevis, glumac

## Vanjske poveznice
- The Official Site of the Blackfoot Nation
- ˜Blackfoot Indian Fact Sheet –
- Blackfoot Confederacy
- The Blackfoot Indians  Arhivirana inačica izvorne stranice od 12. lipnja 2006. (Wayback Machine)
- Blackfoot Indians
- Blackfoot Language
- Blackfeet Indians  Arhivirana inačica izvorne stranice od 28. kolovoza 2014. (Wayback Machine)
- The Flag of the Blackfeet Nation
- Foto Galerija